# 罗琦 (核动力专家)
罗琦（1967年10月—），男，汉族，四川富顺人，中国共产党党员，中国核动力专家，中国工程院院士，全国政协委员，享受国务院政府特殊津贴。

## 生平
1991年毕业于西安交通大学，获硕士学位，同年参加工作，
1993年2月加入中国共产党。
2003年5月任中国核动力研究设计院副院长。2008年9月主持全院行政工作。
2019年11月，当选中国工程院院士。
2020年3月调任中国原子能科学研究院党委书记。
罗琦长期从事核动力反应堆设计研发，是中国核动力反应堆设计技术领域领军人之一。他提出先进反应堆技术方法,主持完成了中国新一代核动力研发平台的研制,攻克了核动力系统部件重大技术难题,完成了新型核动力反应堆技术攻关。为中国核动力技术发展和水平提升做出了系统性重要贡献。他率领的团队研发出具有中国完全自主知识产权的三代核电技术“华龙一号”（ACP1000），满足世界最高核安全标准，成为中国核电技术“走出去”的国家名片。
历获国家科技进步一等奖1项，国家科技进步二等奖1项，省部级科技进步一等奖5项。获国防科工局个人一等功和个人二等功各1次，国家级有突出贡献的中青年专家，入选国家百千万人才工程，获国家高新工程突出贡献个人奖、国防科技工业杰出人才奖，中央企业劳动模范等荣誉称号，享受国务院政府特殊津贴。